# Gordon Parks
Gordon Roger Alexander Buchannan Parks (Fort Scott, 30 novembre 1912 – New York, 7 marzo 2006) è stato un regista, sceneggiatore e attore statunitense, nonché compositore, produttore, fotografo, attivista politico, scrittore e giornalista.
È noto soprattutto per aver pubblicato per un ventennio le sue fotografie sulla celebre rivista statunitense Life, e per aver diretto nel 1971 Shaft il detective, uno dei primi film della blaxploitation. È stato il primo regista afroamericano a dirigere un film per una major. Nel 1969 diresse infatti per la Warner Bros. il film drammatico Ragazzo la tua pelle scotta. Padre del regista Gordon Parks jr, autore di un altro cult movie della blaxploitation, Super Fly, morì nel 2006, all'età di 93 anni, a causa del cancro.

## Biografia

### L'infanzia
Ultimo di 15 fratelli, Gordon Parks trascorse la sua infanzia nel Kansas. La madre era di religione metodista e morì quando Parks aveva 15 anni. In seguito alla morte della madre, il padre lo mandò a vivere nel Minnesota, da una zia. Lì Parks visse però poche settimane, poiché venne sfrattato. Parks così fu obbligato a dormire in un autobus e a fare vari lavori per sopravvivere, tra i quali suonare il pianoforte in un bordello, fare il cameriere in un treno e lavorare come factotum in un club riservato ai soli bianchi.

### Carriera fotografica
Nel 1938 Parks comprò la sua prima macchina fotografica e iniziò a fare le sue prime fotografie. Contemporaneamente trovò un impiego in un negozio di abbigliamento femminile. Una fotografia realizzata da Parks fu notata da Marva Louis, moglie del celebre pugile afroamericano Joe Louis, che convinse Parks a trasferirsi a Chicago. Lì Parks iniziò a fotografare donne dell'alta società.
Negli anni successivi Parks iniziò la sua carriera di fotografo professionista, lavorando come freelance e fotografo di moda. Nel 1941 pubblicò la sua prima mostra di fotografie. Nel 1942 pubblicò una delle sue fotografie più celebri, intitolata American Gothic. La foto mostra una donna delle pulizie afroamericana che tiene tra le mani una scopa e uno spazzolone, ed è una parodia del celebre dipinto American Gothic, realizzato da Grant Wood nel 1930. L'intenzione di Parks era quella di denunciare il razzismo presente a Washington, che lui aveva personalmente subito entrando in ristoranti e negozi.

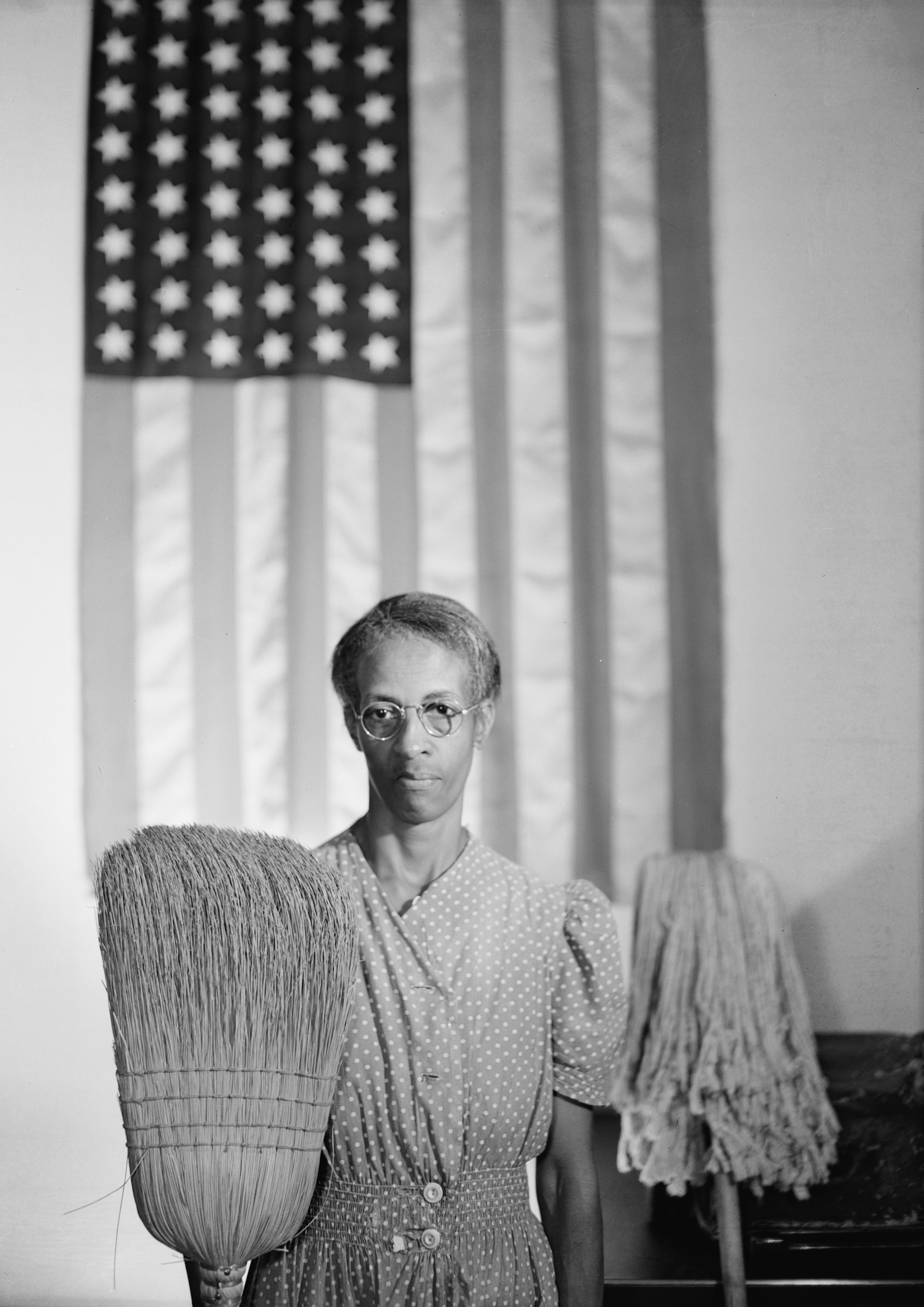
American Gothic, fotografia scattata da Gordon Parks nel 1942

Nel 1944 Parks si trasferì ad Harlem e iniziò a lavorare come freelance per la rivista Vogue. Nel 1947 pubblicò il suo primo libro, intitolato Flash Photography, seguito nel 1948 da Camera Portraits: Techniques and Principles of Documentary Portraiture. Sempre nel 1948 Parks entrò a far parte della redazione della rivista Life, in veste di fotografo e scrittore, e vi lavorò fino al 1968, proponendo fotografie e articoli su svariati argomenti quali la moda, il razzismo, la povertà e la segregazione razziale, e pubblicando foto di celebri personalità quali Malcolm X, Muhammad Ali e Stokely Carmichael. Nel 1990 ottenne l'Infinity Awards.

### Carriera cinematografica
Nel 1950 Parks entrò nel mondo del cinema, lavorando come consulente in diverse produzioni hollywoodiane. Successivamente diresse una serie di documentari sui ghetti afroamericani, commissionati dalla National Educational Television.
Nel 1969 Parks divenne il primo regista afroamericano a girare un film per una major hollywoodiana, dirigendo per la Warner Bros. Ragazzo la tua pelle scotta, adattamento del suo romanzo autobiografico The Learning Tree.
Nel 1971 Parks diresse, sulla scia del grande successo riscosso da Sweet Sweetback's Baadasssss Song, diretto da Melvin Van Peebles lo stesso anno, Shaft il detective. Il film, scritto da un bianco, Ernest Tidyman e interpretato dall'attore afroamericano Richard Roundtree, è considerato uno dei capisaldi del genere blaxploitation e riscosse un enorme successo alla sua uscita. Costato 1.125.000 dollari ne incassò infatti 12.000.000. e generò due sequel: Shaft colpisce ancora, sempre diretto da Parks nel 1972, e Shaft e i mercanti di schiavi, diretto da John Guillermin nel 1973.
Nel 1974 Parks diresse il poliziesco Due supercolt a Brooklyn, quindi nel 1976 diresse Ledbelly, film biografico sul musicista blues Huddie Ledbetter. Nel 1984 diresse la sua ultima regia, il film TV Solomon Northup's Odyssey. In veste di attore nel 2000 Parks apparve in un cameo nel film Shaft, remake del suo grande successo, diretto da John Singleton.

### Letteratura e musica
Nel 1981 Parks scrisse il romanzo Shannon, su un gruppo di immigrati irlandesi a New York, agli inizi del XX secolo. Gordon Parks attraversò vari generi letterari, scrivendo poesie, racconti, manuali e libri sul cinema. Fondò anche una rivista, Essence.
Gordon Parks si cimentò anche con la musica: compose infatti nel 1953 il Concerto for Piano and Orchestra e nel 1967 Tree Symphony. Nel 1989 compose e coreografò il balletto Martin, dedicato a Martin Luther King.

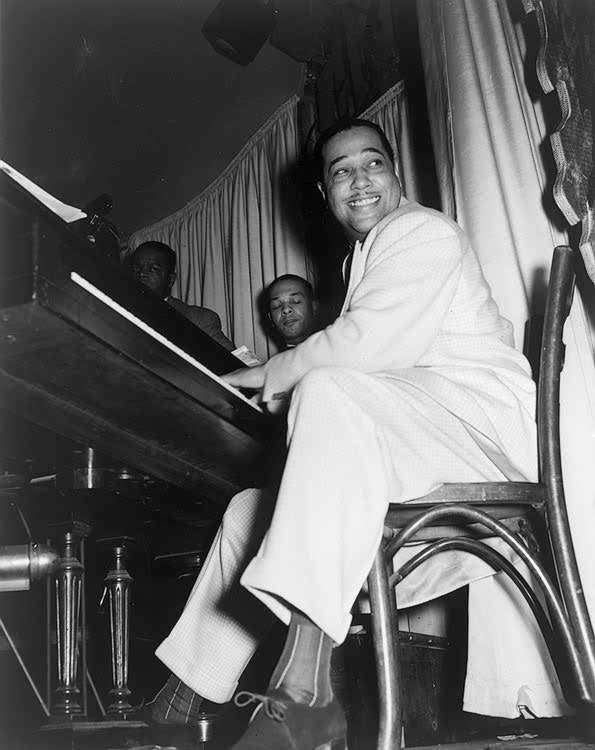
Duke Ellington fotografato da Gordon Parks, nel 1943

## Filmografia

### Regista
- Flavio (cortometraggio) (1964)
- The World of Piri Thomas (documentario) (1968)
- Ragazzo la tua pelle scotta (The Learning Tree) (1969)
- Shaft il detective (Shaft) (1971)
- Shaft colpisce ancora (Shaft's Big Score!) (1972)
- Due supercolt a Brooklyn (The Super Cops) (1974)
- Leadbelly (1976)
- Solomon Northup's Odyssey (film TV) (1984)

### Attore
- Shaft il detective (Shaft) (1971) (non accreditato)
- Shaft colpisce ancora (Shaft's Big Score!) (1972) (non accreditato)
- Lincoln di Peter W. Kunhardt (voce) (film TV) (1992)
- Shaft di John Singleton (2000)

### Documentari sul suo lavoro
- Soul in Cinema: Filming Shaft on Location (1971)
- Passion and Memory (1986)
- Malcolm X: Make it Plain (1994)
- All Power to the People (1996)
- Half Past Autumn: The Life and Works of Gordon Parks (2000)
- Baadasssss Cinema (2002)
- Soul Man: Isaac Hayes (2003)

## Opere letterarie
Romanzi
- Camera Portraits (1948)
- The Learning Tree (1964)
- A Choice of Weapons (1967)
- Born Black (1970)
- To Smile in Autumn (1979)
- Shannon (1981)
- Voices in the Mirror (1990)
- The Sun Stalker (2003)
- A Hungry Heart (2005)

Raccolte di poesie e fotografie
- Gordon Parks: A Poet and His Camera
- Gordon Parks: Whispers of Intimate Things
- Gordon Parks: In Love
- Gordon Parks: Moments Without Proper Names (1975)
- Arias of Silence
- Glimpses Toward Infinity
- A Star for Noon - An Homage to Women in Images Poetry and Music (2000)
- Eyes With Winged Thoughts (2005)